# Ulm (Adelsgeschlecht)

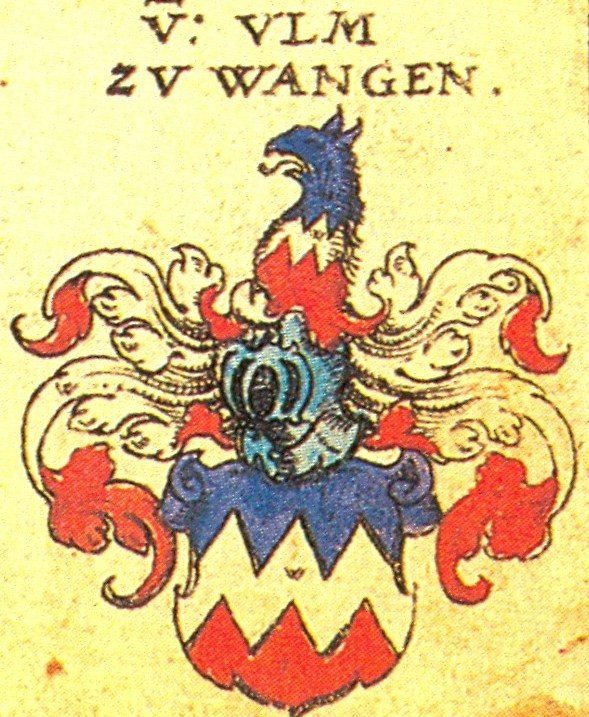
Wappen der von Ulm zu Wangen im Wappenbuch von Johann Siebmacher

Die Reichsritter und Freiherren von Ulm waren ein schwäbisches Adelsgeschlecht, das sich in mehrere Linien verzweigte. Bis um die Mitte des 12. Jahrhunderts nannte sich die Familie Erbishofen nach dem gleichnamigen Ort in der Gemeinde Pfaffenhofen an der Roth im Landkreis Neu-Ulm.
Ein genealogischer Zusammenhang mit den bereits im 13. und 14. Jahrhundert in der Nordostschweiz und später in Vorarlberg auftretenden Personen, die sich Ulm nennen, ist nicht nachweisbar.

## Ursprung der Familie
Heinrich von Erbishofen wurde vom römisch-deutschen König Konrad III. in der kurz vorher durch Kaiser Lothar III. zerstörten Stadt Ulm als Vogt eingesetzt. Otto von Ulm, genannt Erbishofen, war Reichsvogt von Augsburg und erhielt 1273 von Kaiser Rudolph I. den Ritterschlag. Mit seinem Urenkel, Ritter Heinrich von Ulm (1348), beginnt die ununterbrochene Geschlechtsfolge der Familie. Heinrichs Sohn Johann wurde 1363 von der Abtei St. Gallen mit Litzelstetten bei Konstanz belehnt. Von Litzelstetten aus verzweigt sich die Familie in mehrere Seitenlinien.

## Konstanzer Linie

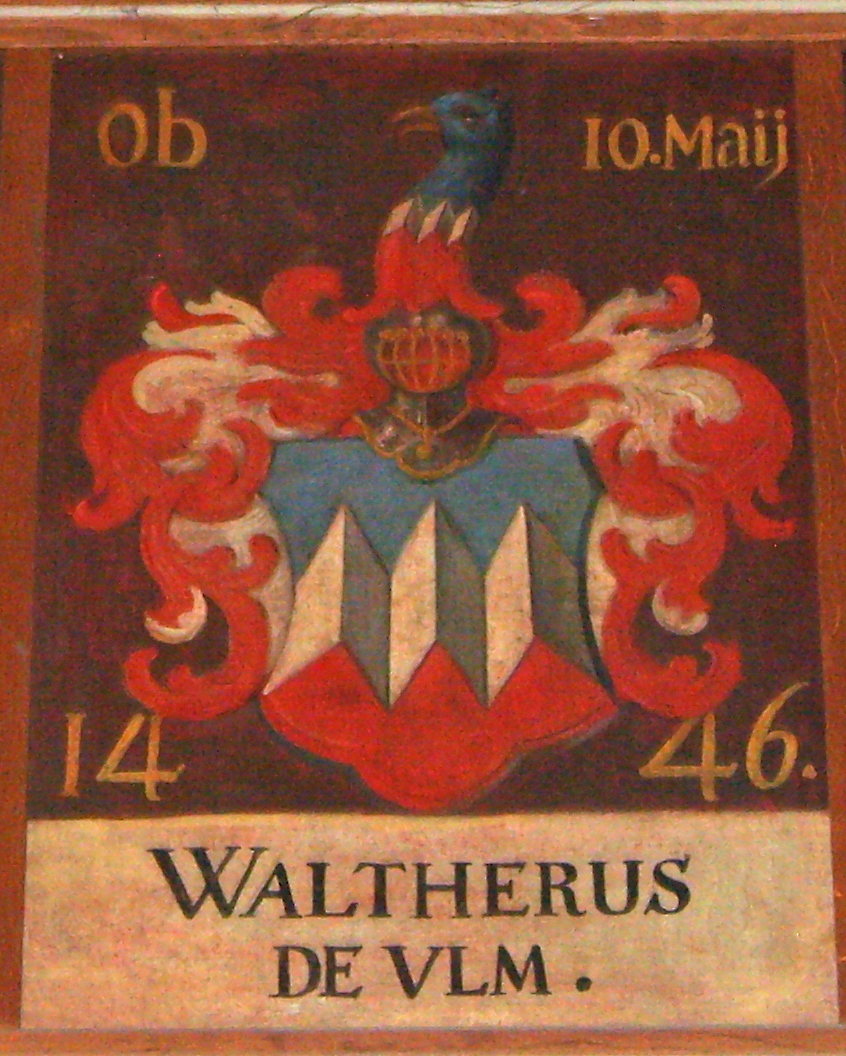
Wappen von Walter von Ulm im Kreuzgang des Konstanzer Münsters

Die aus Konstanz stammenden Patrizier waren ab dem 16. Jahrhundert teils in Zürich verbürgert. Als gesichert gilt der Stammvater der Konstanzer Linie, Heinrich († um 1430), Bürgermeister von Konstanz in der Zeit des Konzils, der von Kaiser Sigismund zum Ritter geschlagen wurde. Je ein Zweig der Ulm ging von den Brüdern Hans Jakob, Heinrich und Gregor aus.
Hier wird nur ein nicht ganz vollständiger Auszug aus dem Stammbaum der Konstanzer Linie wiedergegeben:
- Heinrich von Ulm († um 1430), Stammvater der Konstanzer Linie, Bürgermeister von Konstanz während des Konzils, verheiratet mit Anna von Casteln
  - Margaretha von Ulm, verheiratet mit Manzo von Roggwil
  - Elisabeth von Ulm, verheiratet mit Heinrich von Roggwil
  - Heinrich von Ulm († um 1478), verheiratet Elisabeth Mangolt
    - Margaretha von Ulm († um 1536), verheiratet mit Jakob Muntprat von Spiegelberg
    - Hans von Ulm (um 1450- 1490), Ammann zu Konstanz, verheiratet mit 1.) Agnes Escher vom Luchs und 2.) Margaretha Humpis von Waltrams
      - Maria Petronella von Ulm († um 1562), verheiratet mit Joachim Mötteli vom Rappenstein
      - Heinrich von Ulm (um 1480), verheiratet mit Elisabeth von Kippenheim
      - Hans Jakob von Ulm (um 1480- 1539), verheiratet mit Barbara zum Tor, erhielt damit 1519 die Gerichtsherrschaft Teufen mit Schloss Teufen
        - Hans Konrad von Ulm (1519–1600), Pfarrer zu Schaffhausen am Münster
        - Johannes von Ulm studierte zu Oxford und war Erzieher des Herzogs Heinrich von Suffolk, kam 1553 nach Zürich zurück

      - Heinrich von Ulm zu Griesenberg, verheiratet mit Barbara Blaarer
        - Heinrich von Ulm (1537–1601), verheiratet mit Margaretha Escher vom Luchs

      - Gregor von Ulm, verheiratet mit Anna Geldrich von Sigmarshofen
        - Georg von Ulm, Vogt zu Tuttlingen, verheiratet mit Anna von Plieningen
        - Hans Konrad von Ulm († um 1592), Landvogt zu Rötteln, verheiratet mit 1.) Afra von Baden und 2.) Anna von Bärenfels (1539–1593)
        - Hans von Ulm zu Wellenberg († um 1582), verheiratet mit Barbara  Höcklin von Steinegg
          - Hans von Ulm  (1550–1618), Landvogt zu Rötteln, verheiratet mit Maria Salome von Halweil

Weitere Details können in den Stammtafeln von Edmund Becke-Klüchtzner nachgeschlagen werden.

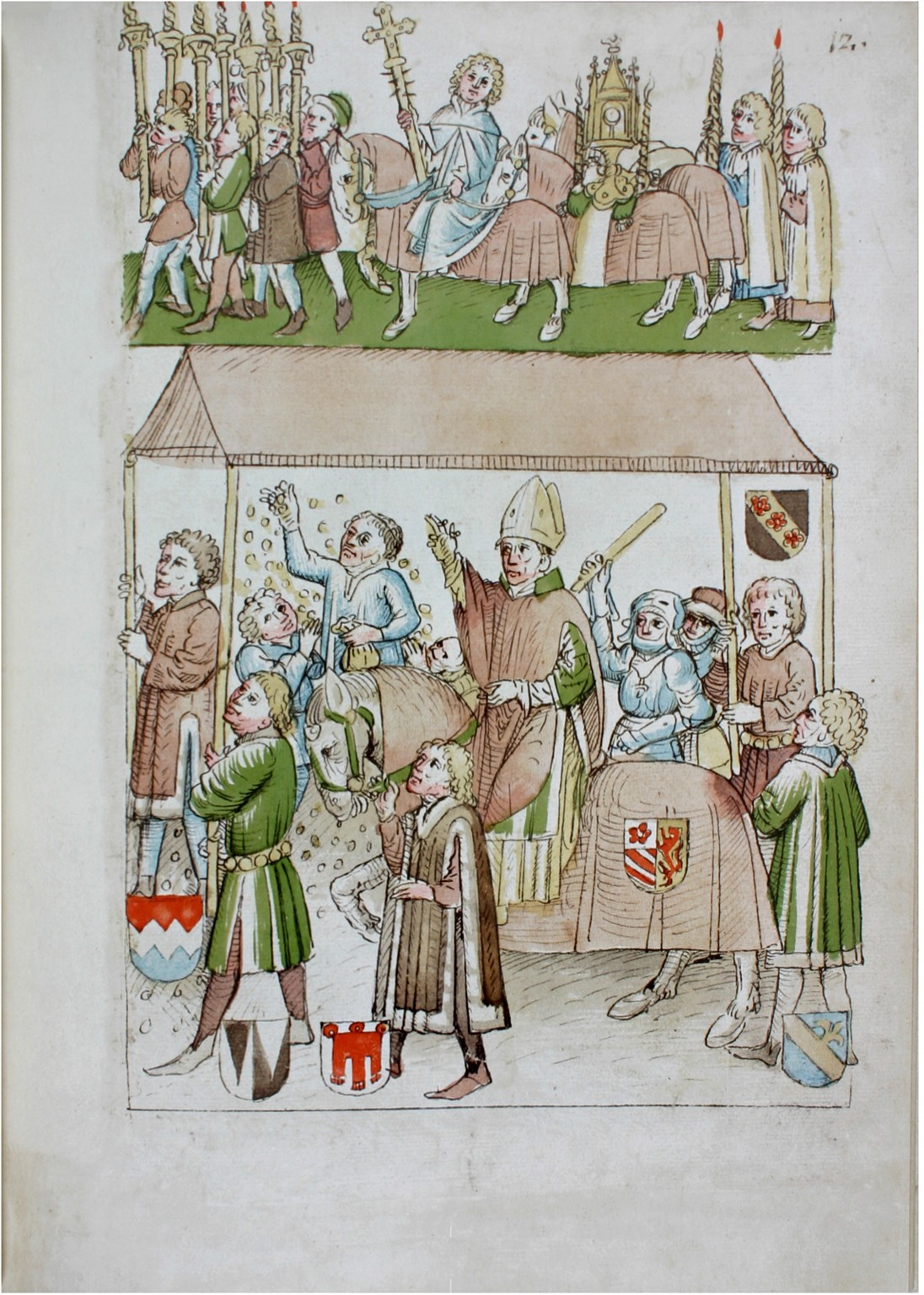
Konzil mit dem Einzug des Papstes in der Chronik des Ulrich von Richental. Der Papst ist zu Pferd, Heinrich (vorne) ist am Familienwappen zu erkennen.

Hans Jakob († spätestens 1528) erhielt 1519 über seine Heirat mit Barbara zum Thor († um 1539) die Gerichtsherrschaft Teufen mit Schloss Teufen. Sein ehelicher Sohn Hans von Ulm (* um 1525; † 1599) hatte keine männlichen Nachkommen, und so ging die Gerichtsherrschaft 1571 an seinen Schwiegersohn Hans von Meiss. Hans Jakobs natürlicher Sohn Johann Ulmer unterstützte 1550 während eines Studienaufenthalts in England(Oxford) die jugendliche spätere Neuntagekönigin Jane Grey bei philologischen und theologischen Studien; mehrere seiner Nachkommen wurden bekannte Zürcher Goldschmiede.
Heinrich († 1546), verheiratet mit Barbara Blaarerin zu Griesenberg, einer Schwester von Ambrosius Blarer, erwarb durch diese Heirat 1529 Burg und Herrschaft Griesenberg. Dessen Sohn Heinrich (1537–1601) erlangte 1576 das Zürcher Bürgerrecht, das sein Sohn Marx aber wieder verlor, nachdem er zum katholischen Glauben übergetreten war. 1612 wurde Marx das Luzerner Bürgerrecht geschenkt. 1704 erlosch die Luzerner Nebenlinie.
Gregor († 1576) erwarb die Herrschaften Wellenberg und Hüttlingen, die bis 1669 bzw. 1674 im Besitz der Familie blieben. Die Mitglieder dieser Linie waren ab 1674 Zürcher Bürger. Die Gerichtsherren besaßen nur sporadisch das Zürcher Bürgerrecht und waren deshalb wenig an der Zürcher Politik beteiligt. Friedrich Ludwig (1668–1729) war 1716 als Achtzehner (Vertreter der Constaffel) Mitglied des Großen Rats sowie Obervogt von Wellenberg und Hüttlingen. Mit seinem gleichnamigen Sohn starb der schweizerische Zweig der Ulm 1674 aus.

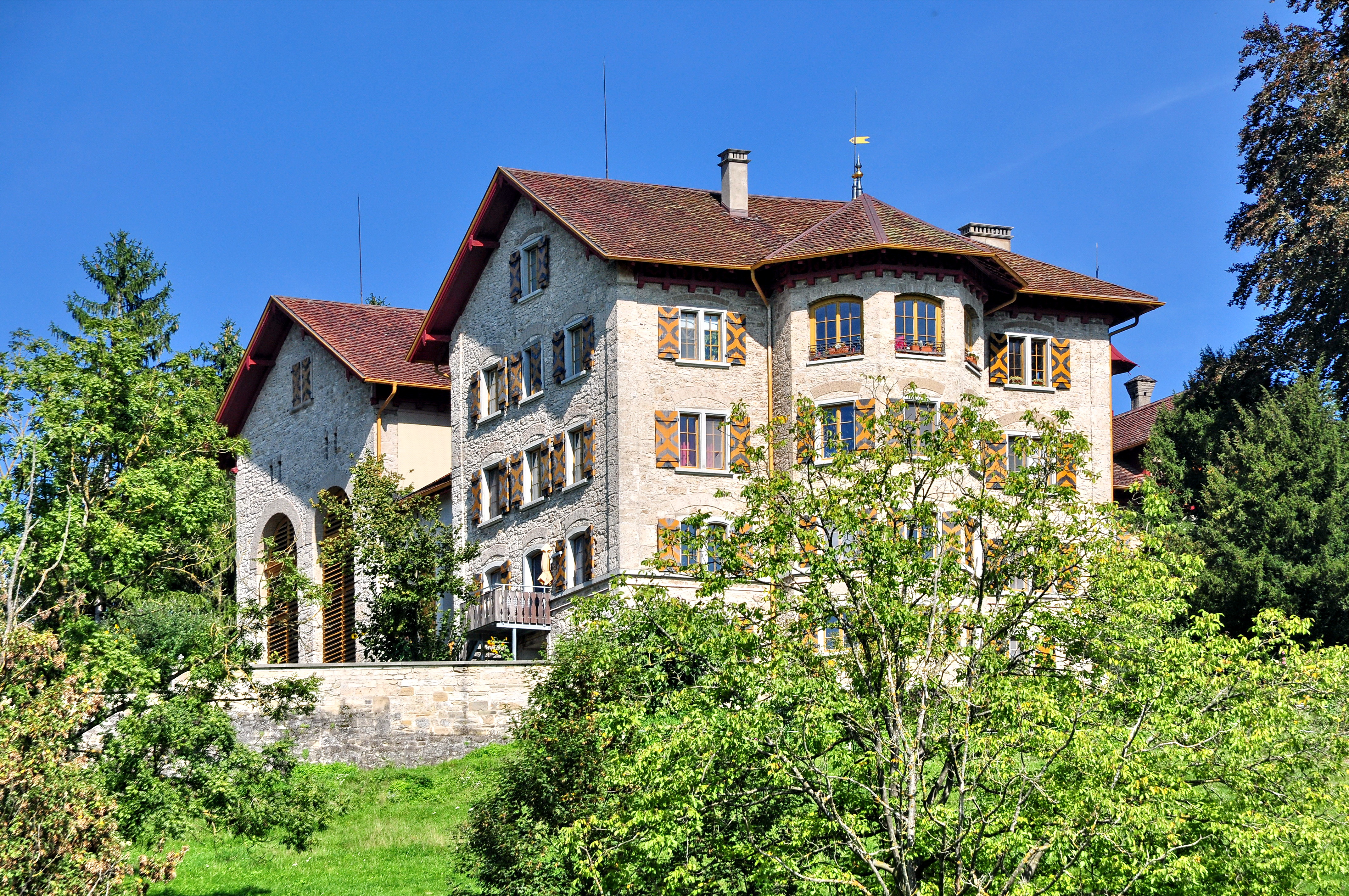
Schloss Teufen
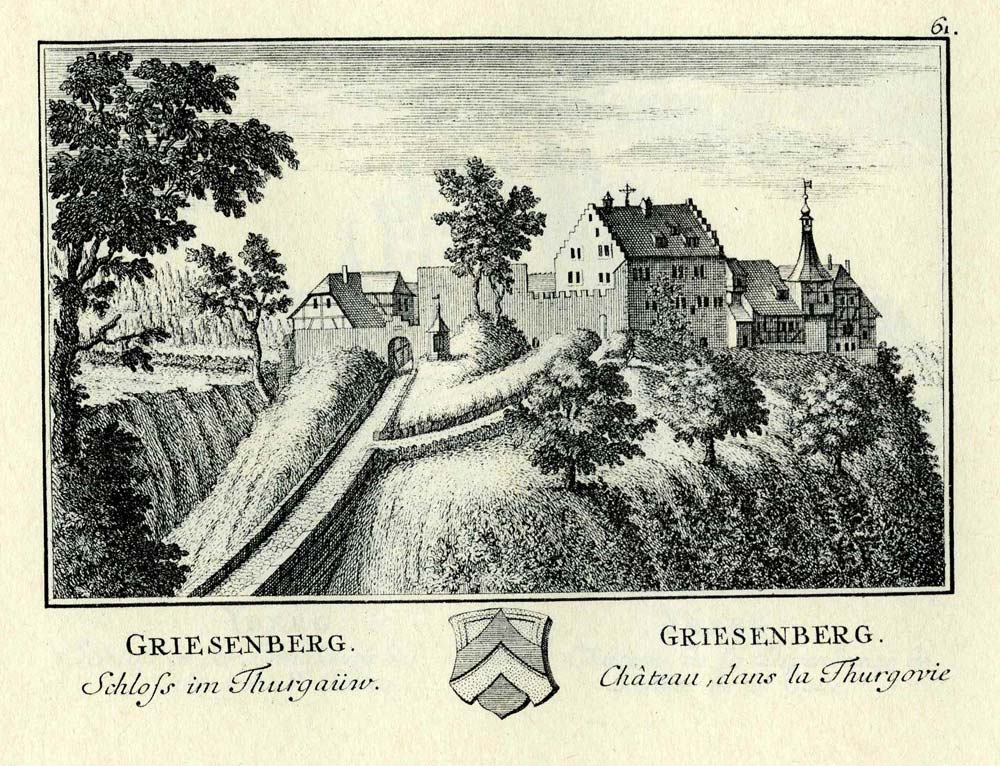
Schloss Neu-Griesenberg
Schloss Wellenberg
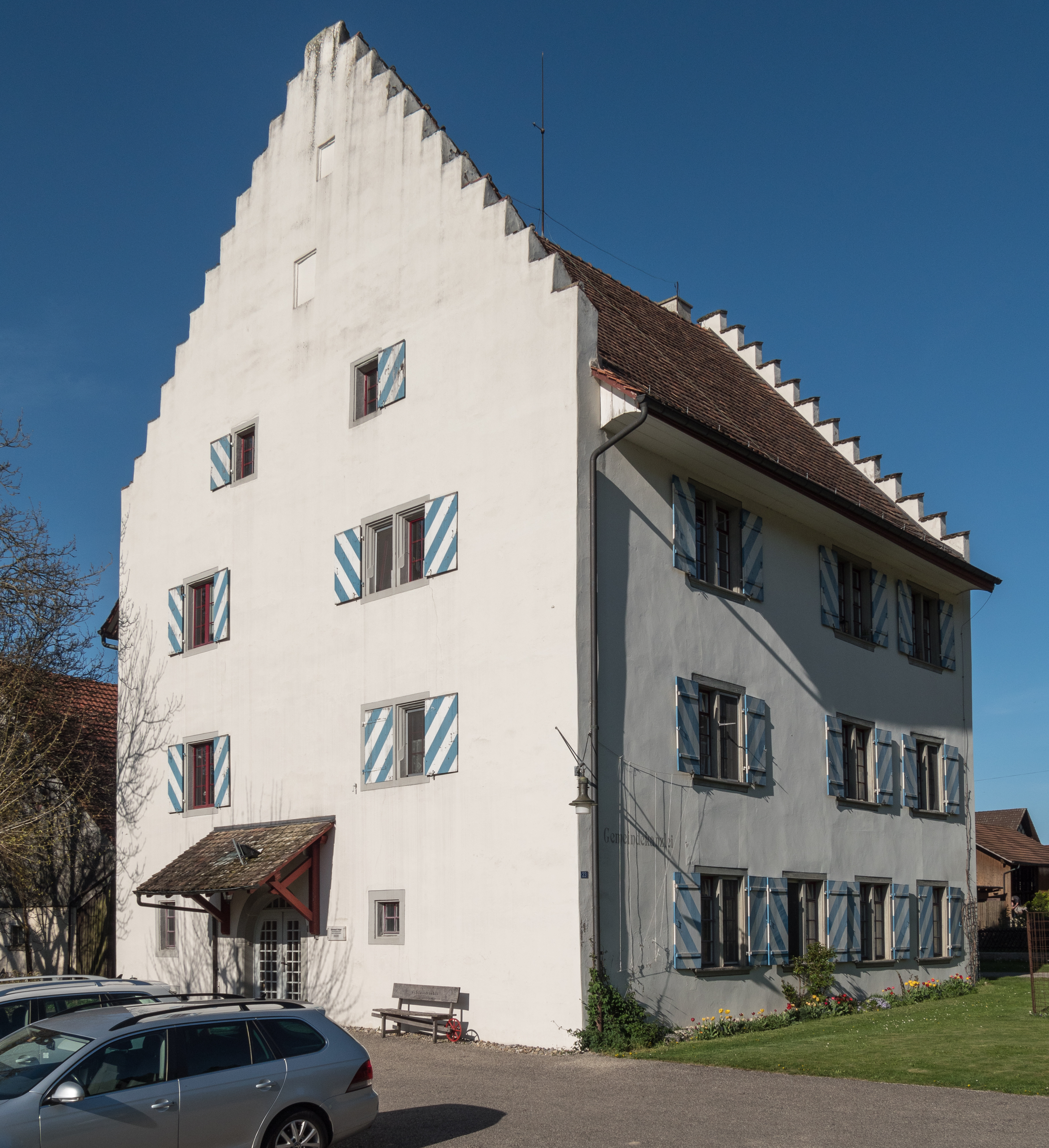
Schloss Hüttlingen

## Ulm zu Marbach und zu Wangen

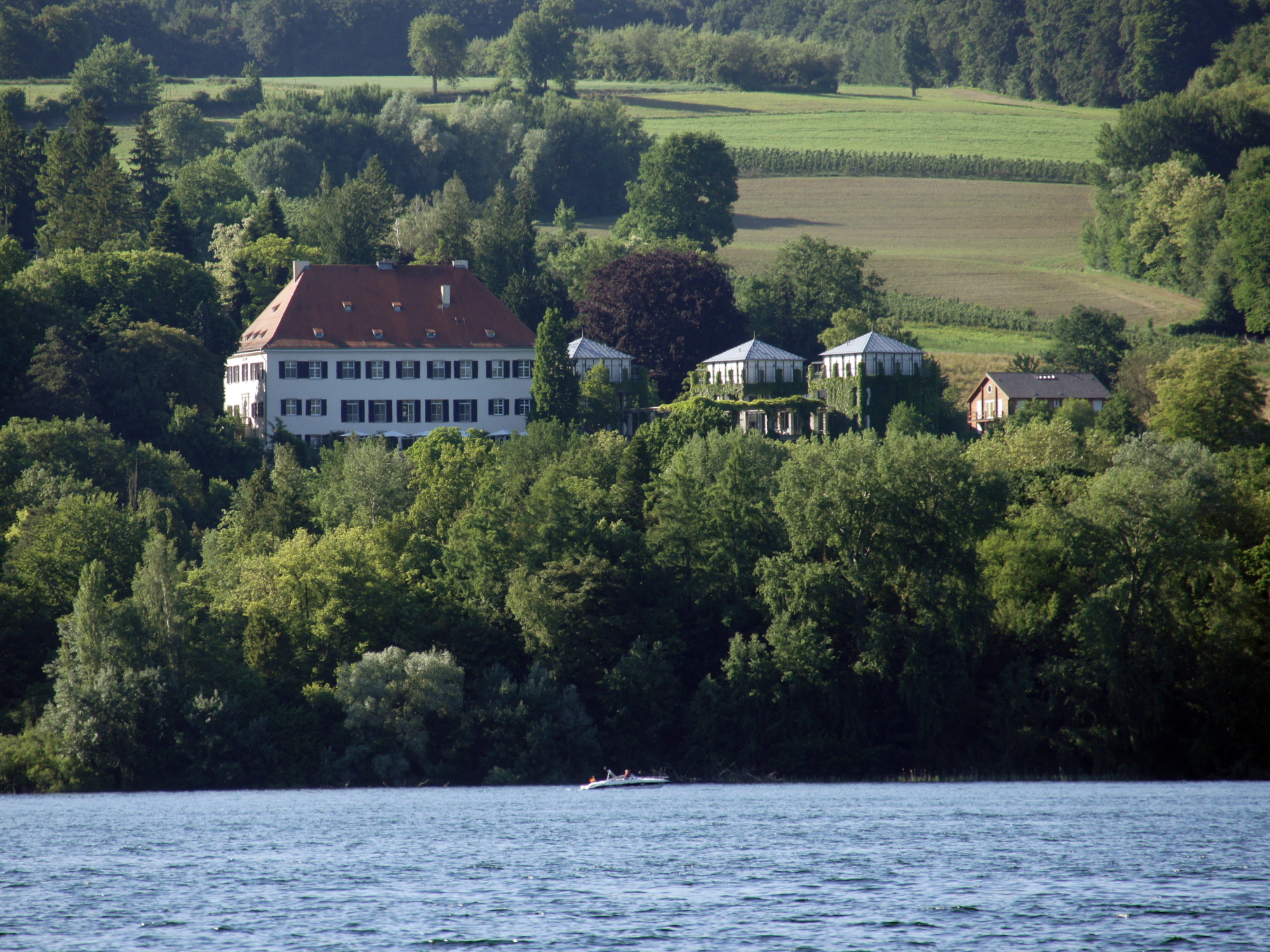
Schloss Marbach

Heinrich von Ulm wurde von Kaiser Sigmund mit der Reichssteuer der Stadt Wangen belehnt. Hans Conrad von Ulm zu Marbach und Caspar von Ulm zu Wangen erhielten 1551 eine Adelsbestätigung und Wappenbesserung. Schloss Marbach war 1409 von Jakob I. von Ulm erworben worden, jedoch 1430, im Laufe von Streitigkeiten zwischen den Konstanzer Patriziern und den Zünften, verwüstet worden. 1461 brannte es ab. Durch Erbteilung waren die Güter der Familie von Ulm zersplittert und 1558 wurde Marbach an die Augsburger Patrizierfamilie Peutinger verkauft.
1598 gelang es Kaspar Freiherrn von Ulm, den ehemaligen Besitz seiner Familie zurückzukaufen. Sein Sohn Ludwig, der am Kaiserhof eine einflussreiche Stellung einnahm, erwirkte einen kaiserlichen Befehl, worauf Marbach an seine Familie zurückzuverkaufen sei. Über 300 Jahre blieb der Sitz fortan im Besitz der Familie; das 1570 erneut abgebrannte Schloss wurde wiederaufgebaut; 1829 verkaufte die Familie den Besitz.

## Ulm zu Langenrain

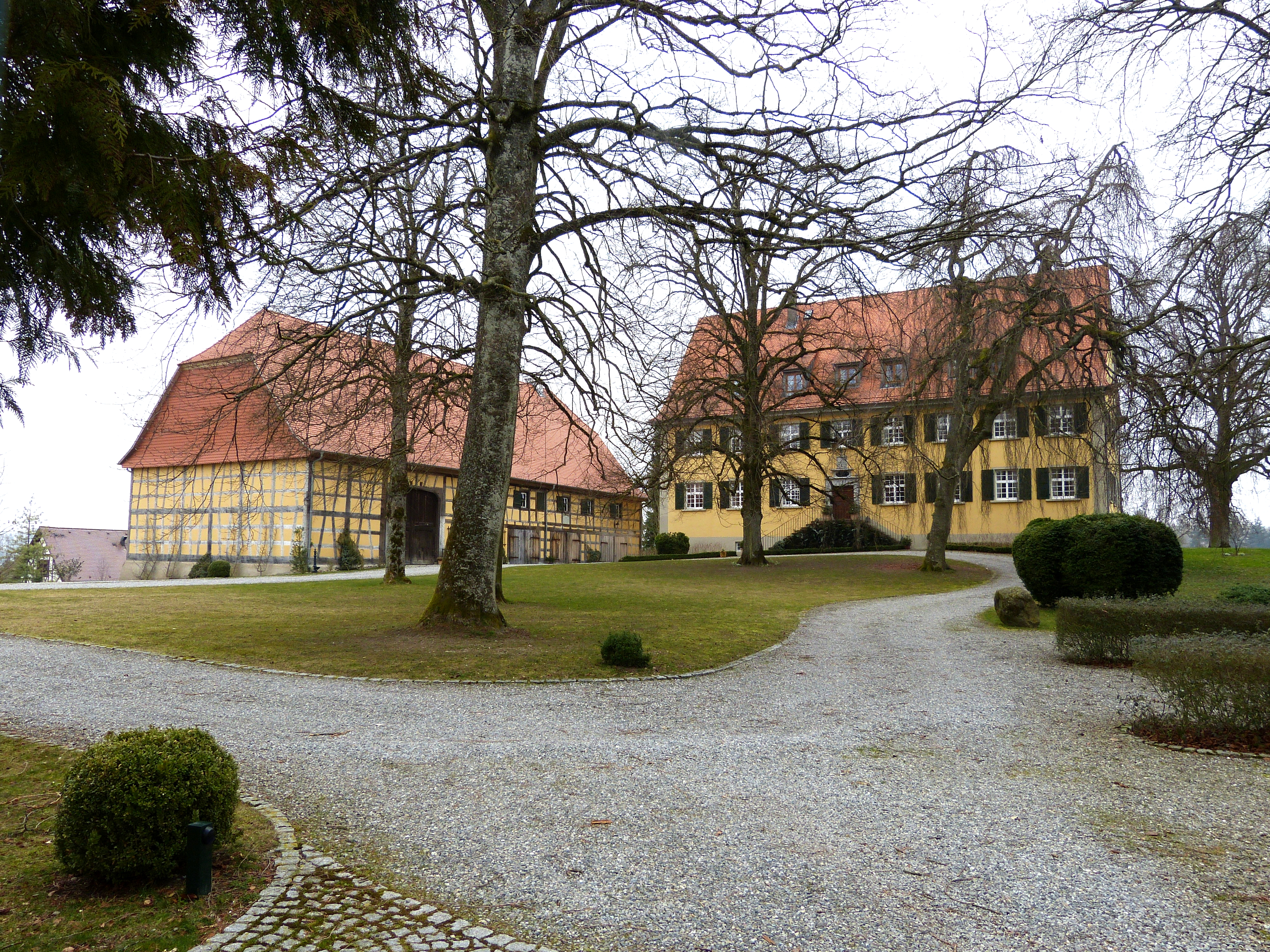
Schloss Langenrain bei Konstanz

Die Herrschaft Langenrain kam 1655 durch eine Erbschaft von den Herren von Bodman an die Freiherrn von Ulm zu Griesenberg.
1684 bis 1686 ließ dort Marx Anton von Ulm das Schloss Langenrain errichten.
Heinrich von Ulm-Langenrain war von 1606 bis 1617 als Heinrich VIII. Fürstabt von Kempten.
Mit dem Aussterben des Langenrainer Zweigs fiel deren Herrschaft 1814 an die Familie von Bodman-Möggingen zurück.

## Ulm zu Erbach
Hans Ludwig (1567–1627) war der Bruder des Fürstabts Heinrich VIII. von Ulm-Langenrain und ab 1613 Reichsvizekanzler des Heiligen Römischen Reiches. Er erhielt die Wappen der erloschenen Familien Marbach und Ellerbach und trug den Titel Freiherr auf Erbach, Marbach, Wangen und Mittelbiberach. Seine Ehe mit Euphrosyne Schad von Mittelbiberach brachte ihm die Rittergüter Mittelbiberach und Sulmentingen zu.
Von 1702 bis 1830 besaßen die Ulm zu Erbach Rechte an der Herrschaft Werenwag.
Adam Joseph Ignaz, kaiserlicher Landvogt zu Burgau und fürstlich-augsburgischer Obersthofmeister, wurde 1726 in den Reichsgrafenstand erhoben. Carl von Ulm zu Erbach war k. k. Kämmerer und Geheimrat und wurde 1769 Regierungspräsident von Vorderösterreich.
Maximilian Marquard von Ulm-Erbach-Mittelbiberach war von 1841 bis 1843 Abgeordneter in der Zweiten Kammer des Württembergischen Landtags.
Angehörige der Familie Ulm-Erbach leben heute auf Schloss Erbach und auf Schloss Warthausen im Landkreis Biberach.

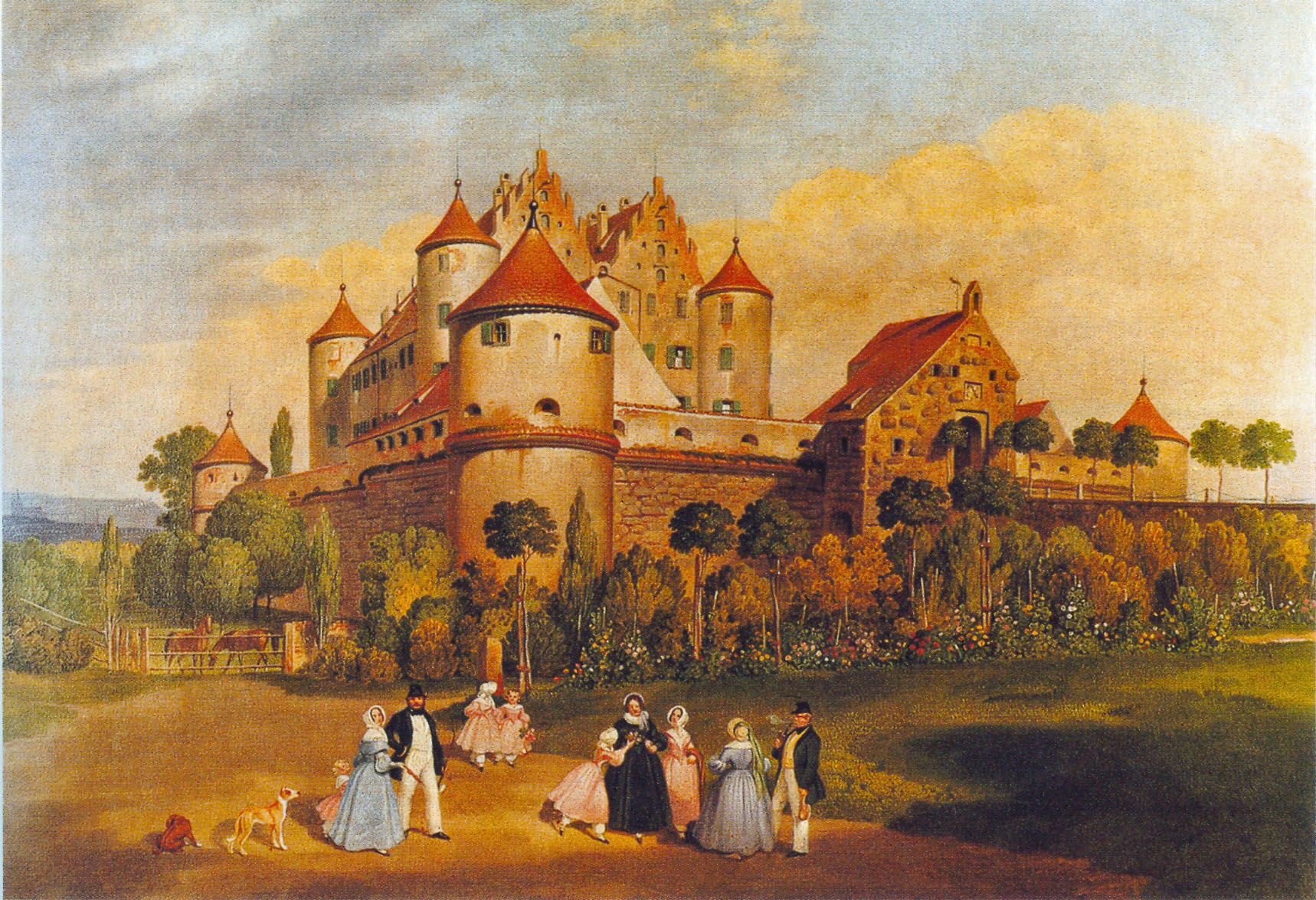
Schloss Erbach (Donau), 1844
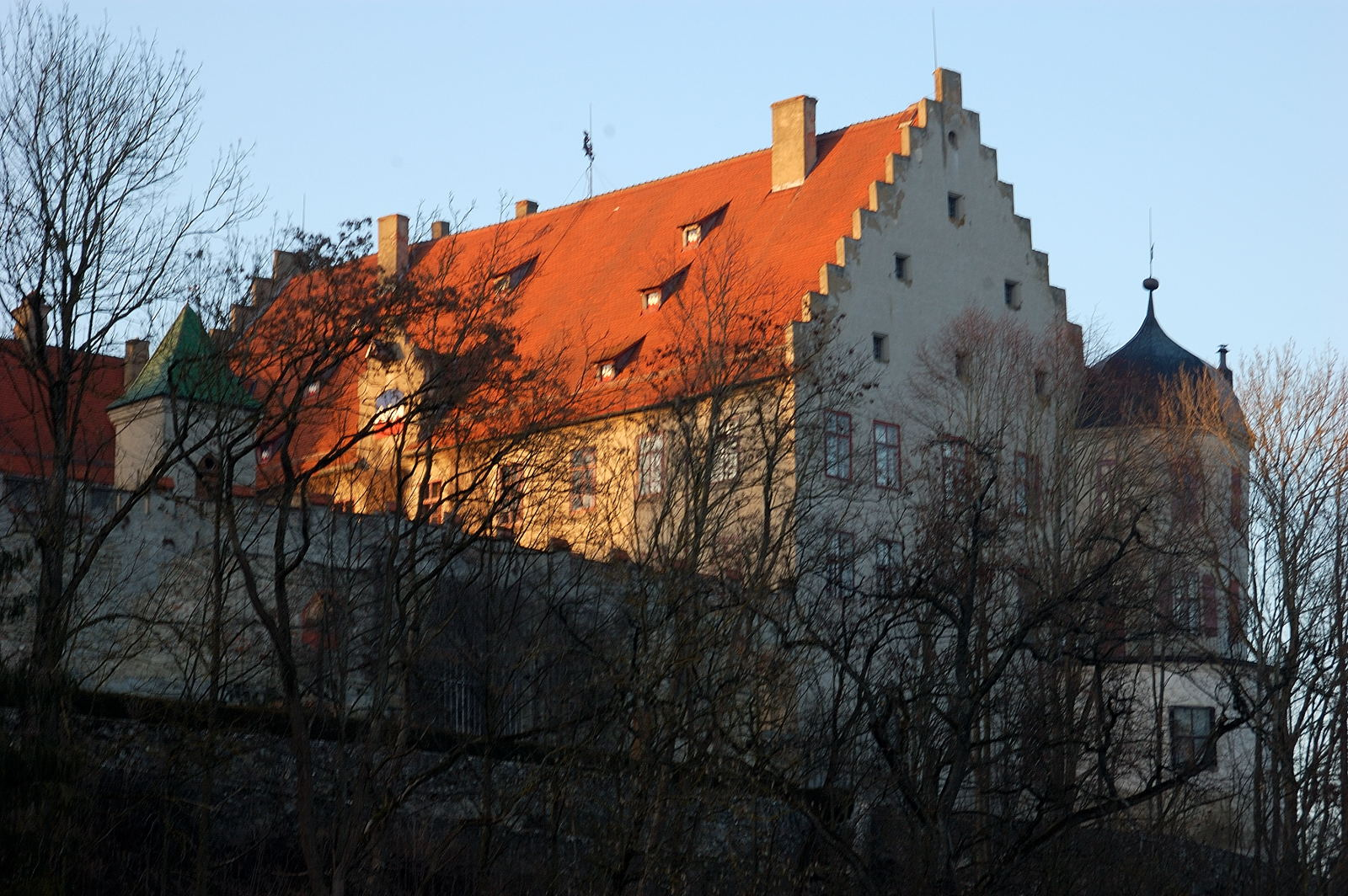
Schloss Warthausen
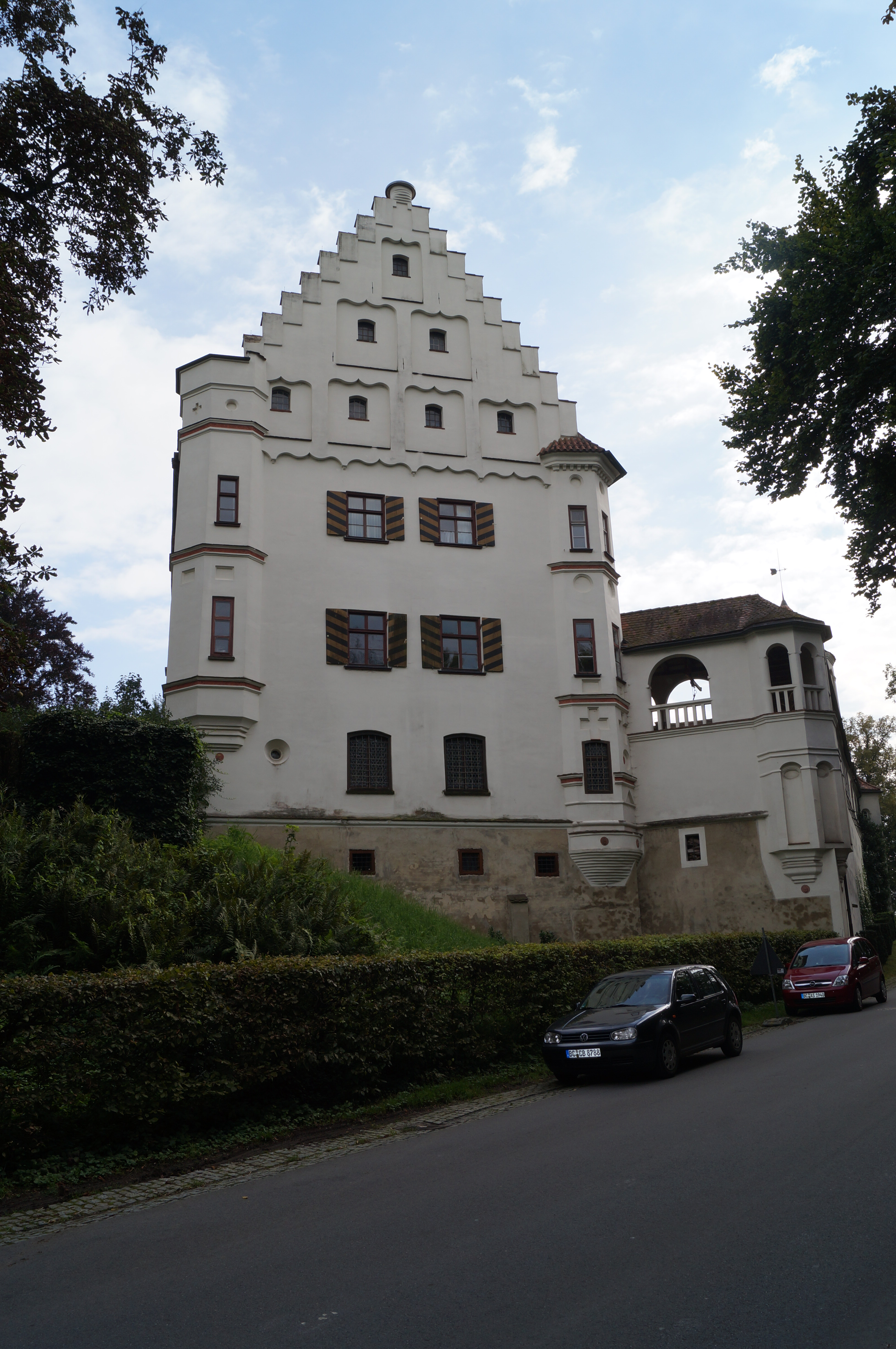
Mittelbiberach